# (18077) Dianeingrao
(18077) Dianeingrao est un astéroïde de la ceinture principale.

## Description
(18077) Dianeingrao est un astéroïde de la ceinture principale. Il fut découvert le 4 mars 2000 aux Monts Santa Catalina par le projet CSS. Il présente une orbite caractérisée par un demi-grand axe de 2,27 UA, une excentricité de 0,16 et une inclinaison de 7,8° par rapport à l'écliptique.

## Compléments